# Mandatperiod
En mandatperiod, mandattid eller valperiod, är den tidsperiod för vilken ett mandat är giltigt. Ofta avser detta den tidsperiod under vilken en politisk församling eller befattningshavare upprätthåller ämbete eller uppdrag.

## Europeiska unionen
Europaparlamentets mandatperioder är 5 år.

## Norge
I Norge är mandatperioderna fyra år, utan möjlighet till mellanliggande val.

## Storbritannien
Storbritannien har sedan 2011, gällande från parlamentsvalet 2015, mandatperioder på 5 år.

## Sverige
I Sverige utgör en politisk mandatperiod oftast fyra år, och mandatperioden löper mellan valen från och med 1 november på valåret. Sveriges riksdags och svenska kommunfullmäktiges mandatperioder styrs av Regeringsformen och är sedan 1994 fyra år. 2014 gjordes en ändring i kommunallagen som betydde att mandatperioden började den 15 oktober istället för den 1 november.
Om ett parlament upplöses och nyval utlöses kan en mandatperiod bli kortare än vad som på förhand var tänkt. I Sverige ligger dock tidpunkten för nästa val fast, vilket betyder att mandatperioden för den nyvalda riksdagen endast är återstoden av den tidigare.
Åren 1970–1994 var de svenska mandatperioderna tre år. Dessförinnan var under en lång tid mandatperioderna fyraåriga, med val vartannat år, omväxlande kommunalval och riksdagsval.